# Anaňjivský rajón
Anaňjivský rajón (ukrajinsky Ананьївський район) byl rajón v Oděské oblasti na Ukrajině. Hlavním městem byl Anaňjiv a rajón měl přibližně 26 tisíc obyvatel. 

## Sídla v rajónu
- Anaňjiv